# Emma Must
Pour les articles homonymes, voir Must.
Emma Must (née en 1966) est une militante écologiste britannique et poétesse.

## Biographie
Elle reçoit le prix Goldman pour l'environnement en 1995 pour ses actions en faveur de la protection des terres agricoles, en particulier pour sa lutte contre l'extension de l'autoroute M3 à Twyford Down, près de l'endroit où elle a grandi,.
Must milite ensuite avec Alarm UK! , (un groupe de coordination pour la lutte contre la construction de routes à l'échelle nationale), Transport 2000 (rebaptisé plus tard Campaign for Better Transport) et World Development Movement.
Elle soutient une thèse de doctorat en écriture créative au Seamus Heaney Centre de l'Université Queen's à Belfast, sur l'écocritique.
Ses poèmes sont publiés dans des magazines et des revues en Irlande et au Royaume-Uni, tels que Abridged, The Open Ear et The Poet's Place .
En 2016, elle est nommée parmi la génération montante de poètes par Poetry Ireland Review. En 2019, elle remporte le premier prix des défenseurs de l'environnement aux Ginkgo Awards pour son poème, Toll.

## Publications
- Notes on the Use of the Austrian Scythe, Templar Poetry, (ISBN 190628542X)
- New Poets from the North of Ireland, Blackstaff, édité par Sinéad Morrissey et Stephen Connolly, avec Miriam Gamble, Stephen Sexton, Adam Crothers et Emma Must.

## Récompenses
- 1995: Prix Goldman pour l'environnement
- 2013: Deuxième prix aux Strokestown International Poetry Awards pour Notes on the Use of the Austrian Scythe[7]
- 2015: quatrième prix du Templar Portfolio[8]
- 2019: Prix des défenseurs de l'environnement aux Ginkgo Awards[9]

## Voir également
- Rebecca Lush